# Павловический сельский округ
Павловический сельский округ — упразднённая административно-территориальная единица, существовавшая на территории Талдомского района Московской области в 1994—2006 годах.
Павловический сельсовет был образован в первые годы советской власти. По данным 1923 года он входил в состав Нушпольской волости Ленинского уезда Московской губернии.
В 1924 году к Павловическому с/с были присоединены Бурцевский, Сущевский и Шатеевский с/с.
31 марта 1924 года в связи с ликвидацией Нушпольской волости Павловический с/с вошёл в состав Гарской волости.
В 1926 году Павловический с/с включал деревни Бурцево, Павловичи, Резвячино, Сосково, хутора Караулово и Костромино, Благовещенский погост и артель Бардуково.
В 1929 году Павловический с/с был отнесён к Ленинскому району Кимрского округа Московской области.
27 декабря 1930 года Ленинский район был переименован в Талдомский район.
17 июля 1939 года к Павловическому с/с были присоединены селения Новая и Стариково упразднённого Головковского с/с.
14 июня 1954 года к Павловическому с/с были присоединены Семёновский и Стариково-Гарский сельсоветы.
22 июня 1954 года из Павловического с/с в Гуслевский были переданы селения Акишево, Стариково и посёлок отделения совхоза «Вербилки».
1 февраля 1963 года Талдомский район был упразднён и Павловический с/с вошёл в Дмитровский сельский район. 11 января 1965 года Павловический с/с был возвращён в восстановленный Талдомский район.
26 октября 1970 года из Гуслевского с/с в Павловический было передано селение Нушполы.
3 февраля 1994 года Павловический с/с был преобразован в Павловический сельский округ.
В ходе муниципальной реформы 2004—2005 годов Павловический сельский округ прекратил своё существование как муниципальная единица. При этом все его населённые пункты были переданы в сельское поселение Гуслевское.
29 ноября 2006 года Павловический сельский округ исключён из учётных данных административно-территориальных и территориальных единиц Московской области.